# Alfred Heizmann
Alfred J. Heizmann (* 4. Januar 1949 in Wurmlingen; † 30. Oktober 2017 in Reichenau-Niederzell) war ein deutscher Lehrer, Mundartdichter und Fasnachtsredner.

## Leben

### Religionslehrer
Alfred Heizmann war zunächst als Postbote tätig. Über den zweiten Bildungsweg studierte er Religionspädagogik in Freiburg im Breisgau und kam 1974 als katholischer Religionslehrer an die Wessenbergschule Konstanz im Konstanzer Paradies. Ab 1980 lebte er auf der Insel Reichenau. Er war langjähriger Erster Vorsitzender der Mitarbeitervertretung (MAV) der Religionslehrerinnen und Religionslehrer im Dienst der Erzdiözese Freiburg. Heizmann war langjähriger Lektor am Konstanzer Münster und Mitglied des Pfarrgemeinderates. Auf der Insel Reichenau engagierte er sich in kirchlichen Projekten und als Kommunionhelfer in St. Peter und Paul, zuletzt auch in der Betreuung von Flüchtlingen.

### Alemannischer Fasnachter
Heizmann galt als das wichtigste Gesicht der Konstanzer Fasnacht aus dem Konzil (Konstanzer Fernsehfasnacht). In seiner unnachahmlichen Art trat er unter anderem als Märchenerzähler, „Bi-Ba-Butzemann“, Hausmeister, Pirat, Dorfschullehrer, verhinderter Tourist und närrischer Wirt in der schwäbisch-alemannischen Fastnacht auf. Er war Mitglied der Narrengesellschaft Niederburg im Konstanzer Viertel Niederburg und war dort als Büttenredner ab 1980 aktiv.

### Autor und Mundartdichter
Ab 1989 verfasste er satirische Beiträge für den Süddeutschen Rundfunk und ab 1998 für den Südwestrundfunk. Des Weiteren war er bekannter Autor von Lyrik, badischen Mundartgedichten und Kabaretttexten. Er war ein gefragter badischer und seealemannischer Redner und Referent.
Alfred Heizmann war verheiratet; mit seiner Frau Sonja hatte er zwei Kinder.

## Lebensphilosophie
Er warb für Toleranz, Nächstenliebe, Gleichbehandlung und Frieden. Er hatte Humor, Charakter, war Ratgeber und setzte sich für andere Menschen ein.
Alfred Heizmann ist auf dem Friedhof von St. Peter und Paul in Reichenau-Niederzell beigesetzt.

## Schriften
- Aber hallo! Alfred Heizmann hintergründig und schelmisch, Stadler Verlag Konstanz 1996, ISBN 3-7977-0366-X
- Der Kern des Pudels. Heitere Enthüllungen. Stadler Verlag Konstanz 2001, ISBN 3-7977-0464-X

## Audio-Datei
- Badnerglück & Schwabenstolz, Gälfiassler Records (Bogner Records) 2002 (CD)

## Filme
- Unsere Fasnachts-Stars – Alfred Heizmann aus Konstanz. Gezeigt in: SWR/SR, 12. Januar 2021, 22:30–23:00 Uhr.